# Stora Bocken, Åbo
Stora Bocken, finska: Iso-Pukki, är en ö i Finland. Den ligger i Skärgårdshavet och i kommunen Åbo i den ekonomiska regionen  Åbo ekonomiska region i landskapet Egentliga Finland, i den sydvästra delen av landet. Ön ligger nära Åbo och omkring 160 kilometer väster om Helsingfors.
Öns area är 54,7 hektar och dess största längd är 1,1 kilometer i sydväst-nordöstlig riktning. Ön höjer sig omkring 20 meter över havsytan.